# Nazôréens (secte)
Pour les articles homonymes, voir Nazaréen.
Les nazôréens ou nazaréens (en grec, au singulier : ναζωραῖος, nazôraios) sont un groupe religieux judéo-chrétien mal connu, attesté de manière indirecte à partir du IVe siècle. Ce mouvement interne au christianisme primitif a la particularité de reconnaître la messianité de Jésus de Nazareth ainsi que sa divinité, tout en continuant à pratiquer la Loi juive.
Ces judéo-chrétiens qui refusaient de renoncer aux préceptes juifs à cette époque vivaient sans doute à l'écart du reste de la chrétienté. Pendant longtemps, ils ont été considérés comme des chrétiens irréprochables, mais Épiphane de Salamine, qui ne sait pas grand-chose d’eux, les classe parmi les « hérétiques ». Les raisons de ce jugement ne sont pas claires, car le principal reproche qu'il leur adresse est de « judaïser ». 
En raison du nombre de mouvements judéo-chrétiens à cette époque, il est difficile de les distinguer d'autres courants. 
Ils ont probablement été absorbés au cours du Ve siècle, en partie par le judaïsme et en partie par le christianisme voire dans l'islam.

## Origine et appellation

### Sources néotestamentaires
Dans le Nouveau Testament, l'appellation générique de « nazoréens/nazaréens » désigne les premiers groupes de disciples de Jésus de Nazareth.
Le terme est lié à Nazareth afin de rappeler le lieu d'origine de Jésus, puis réinterprété au sein du premier groupe de disciples pour justifier la messianité de Jésus, en s'appuyant sur le verset d'Isaïe 11:1 qui évoque un  « surgeon » – netzer en hébreu – qui doit surgir de la lignée de David.

### Littérature patristique

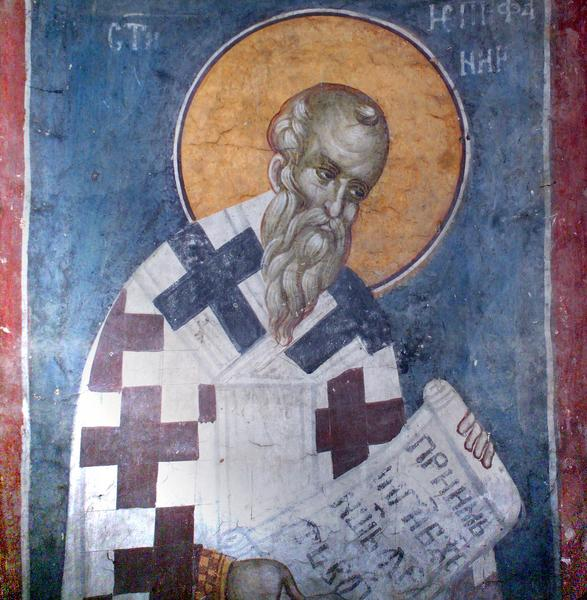
L'ouvrage d'Épiphane de Salamine, le Panarion (années 370), s'intitule aussi Contre les hérésies. Il constitue la source principale de ce que l'on sait sur les nazôréens.

Le peu de sources disponibles sur le mouvement des nazôréens provient de références critiques rédigées par les Pères de l'Église, en particulier les hérésiologues, aux IVe et Ve siècles, mais aussi aux VIIe et IXe siècles chez les auteurs islamiques, qui les considéraient comme des « judaïsants » et des « hérétiques ». 
La notice 29 du Panarion (années 370) d'Épiphane de Salamine constitue néanmoins la source principale sur les nazôréens, avec le paragraphe 13 de la Lettre 112 de Jérôme de Stridon. Or il se peut qu'Épiphane, qui ne les connaissait pas, ait inventé au moins en partie ce qu'il raconte à leur sujet ; se pose alors la question de savoir pourquoi il les dépeint comme des « hérétiques ».

## Un mouvement judéo-chrétien
Les nazôréens se réclament de Jésus de Nazareth (ou Jésus le « Nazaréen ») et, tout comme lui et certains de ses premiers disciples, continuent d'observer la Torah, et notamment la circoncision, les interdits alimentaires et le Shabbat. Ils reconnaissent en Jésus – qu'ils proclament « Serviteur de Dieu » – le Messie. Épiphane avance qu'il ne sait pas si les nazôréens pensent que Jésus est simplement un être humain ou s'« il est né de Marie par l'opération de l'Esprit saint ». Tout comme les autres chrétiens et les juifs rabbanites, les nazôréens croient en la résurrection des morts.
Les informations rapportées par Épiphane de Salamine sont essentielles pour définir ce qui différencie les nazôréens des autres mouvances chrétiennes, encore qu'il ait tendance à les confondre.

### Pratiques

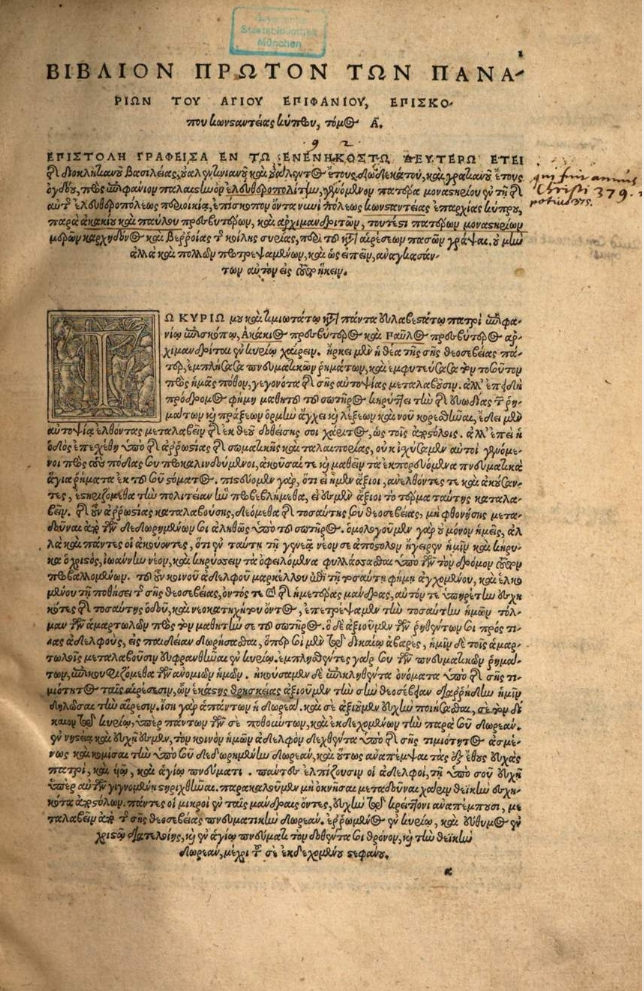
Panarion (Панарион) d'Épiphane dans une édition de 1544.

Dans le document d'Épiphane de Salamine, des constantes peuvent être relevées : les nazôréens utilisent l'hébreu, du moins pour la lecture de l'Ancien Testament et d'un évangile attribué à Matthieu et qui serait l'apocryphe connu sous le nom d'Évangile des Nazaréens ; ils seraient venus de Jérusalem à Pella avant la ruine du Temple de Jérusalem et se seraient localisés dans l'actuelle Transjordanie et dans les environs de Damas ; ils pratiquent les mitzvot de la Torah ; ils font l'objet de rétorsion de la part des juifs ; ils croient en un Dieu créateur universel et en Jésus-Christ ; ils appellent « synagogue » et non pas « église » leur lieu de réunion. Deux de ces synagogues ont apparemment été identifiées, l'une sur le mont Sion à Jérusalem, la seconde à Farj sur le Golan.
Pour Épiphane, la seule différence des nazôréens avec les juifs tient à leur foi en Jésus-Christ, et leur seule différence avec les chrétiens est qu'ils continuent à observer la Loi, la circoncision, le Shabbat... Les « véritables » chrétiens, au contraire, estiment en effet que Jésus a dispensé ses fidèles d'accomplir ces mitzvot.
Les précisions fournies par Épiphane méritent cependant d'être abordées avec prudence, tout comme les témoignages anciens sur les mouvements judéo-chrétiens, remarque Enrico Norelli, car la recherche ne cesse d'évoluer à leur propos. Par exemple, les attributions de fragments d'évangiles aux nazôréens, aux ébionites ou aux « Hébreux » sont aujourd'hui remises en question, à tel point que celui dit « des nazôréens » peut fort bien n'avoir jamais existé.

### Croyances
Épiphane ne sait pas si les nazôréens pensent que Jésus est un simple être humain ou s'il est né de Marie par conception virginale. Toutefois, François Blanchetière considère qu'ils partagent avec les juifs un corpus de convictions fondamentales, parmi lesquelles l'unité divine et l'élection d'Israël par l'Alliance. Ils ont aussi la certitude de la délivrance (gueoulia) venant de Celui qui est omnipotent et miséricordieux. 
Ils « croient par ailleurs en la résurrection des morts, se conformant en cela aussi à la croyance générale des chrétiens comme des pharisiens au Ier siècle ou du judaïsme rabbinique des siècles suivants ». Parallèlement, ils se singularisent par un ensemble d'idées propres : incarnation rédemptrice, naissance virginale, messianisme, mort sacrificielle, résurrection, le tout justifié par une élaboration qui ne relève ni du judaïsme pré-rabbinique ni des « mystères païens ».
Pour Jérôme de Stridon, les nazôréens sont des hérétiques « parmi les Juifs dans toutes les synagogues de l’Orient » qui « croient que le Christ, fils de Dieu, est né de la Vierge Marie, et le tiennent pour celui qui a souffert sous Ponce Pilate et est monté au ciel, et en qui nous croyons aussi. Mais alors qu’ils prétendent être à la fois juifs et chrétiens, ils ne sont ni l’un ni l’autre ».
Simon Claude Mimouni estime, pour sa part, que les nazôréens croient en la divinité de Jésus, ce qui en fait un groupe distinct des ébionites.

## Place dans l'ensemble judéo-chrétien
La définition de ce qu'étaient les nazôréens, groupe déjà mal connu, est compliquée par le fait qu'il n'existe pas de consensus à propos de leurs liens avec les ébionites. 

### Nazôréens et ébionites
Pour Simon Claude Mimouni, les nazôréens et les ébionites appartenaient à deux groupes différents ; les nazôréens sont considérés comme « orthodoxes » par les hérésiologues chrétiens anciens, alors que les ébionites sont jugés hétérodoxes, essentiellement parce que ces derniers voient en Jésus le Messie attendu mais refusent de reconnaître sa divinité.
Il semble donc « à peu près certain que si les "nazôréens" avaient pensé Jésus en d'autres termes que les chrétiens dits "orthodoxes", Épiphane l'aurait sans nul doute appris et se serait fait fort de le rapporter ». D'après Mimouni toujours, « l'hérésiologue veut laisser planer un doute sur ce point afin d'éveiller le soupçon à l'égard des "nazôréens". »

### Localisation du mouvement

Localisation de la Décapole, en noir.

Selon Épiphane, les nazôréens, au IVe siècle, sont présents en trois lieux : Bérée (Syrie), dans les environs de Pella (Décapole) et à Kokabé (Batanée) ; or des ébionites vivent également à Pella et à Kokabé, ce qui ajoute à la confusion entre ces deux branches du judéo-christianisme. 
On ne dispose pas de documents plus précis. Leur présence n'est signalée ni en Galilée ni à Nazareth, du moins sous ce nom.

### Déclin et disparition
Après avoir été jugés « orthodoxes » par les hérésiologues puis progressivement marginalisés et suspectés d'hétérodoxie vers la seconde moitié du IVe siècle, ils se fondent dans la « Grande Église » à une date indéterminée, ultérieure au Ve siècle. 
La littérature musulmane médiévale évoque cependant des « nazôréens », « nazaréniens » ou « ébionites », et des chercheurs estiment que certains d'entre eux ont pu rejoindre les disciples de Mahomet.